# Linia kolejowa Trzebiatów Mokre – Mrzeżyno Gryfickie
Linia kolejowa Trzebiatów Mokre – Mrzeżyno Gryfickie – rozebrana wąskotorowa linia kolejowa łącząca Trzebiatów z Mrzeżynem. Została otwarta 30 czerwca 1912. Na całej swojej długości była jednotorowa, a rozstaw szyn wynosił 1000 mm. W 1961 roku zawieszono ruch pasażerski i towarowy. Następnie linia została rozebrana.